# Saint-Dézéry
Ne doit pas être confondu avec Saint-Dézery ou Saint-Drézéry.
Saint-Dézéry est une commune française située dans le centre du département du Gard en région Occitanie.
Exposée à un climat méditerranéen, elle est drainée par Valat de la Combe, Valat de la Dame, Valat de la Font Saint-Estève et par un autre cours d'eau. Incluse dans les gorges du Gardon.
Saint-Dézéry est une commune rurale qui compte 459 habitants en 2022, après avoir connu une forte hausse de la population depuis 1975.  Elle fait partie de l'aire d'attraction de Nîmes. Ses habitants sont appelés les Saint-Dézéryens ou  Saint-Dézéryennes.

## Géographie
Saint-Dézéry est un village situé au centre du département du Gard, dans une région constituée principalement de garrigues et de plaines agricoles (vignes...), entre Nîmes (25 km) et Alès (23 km).
La commune dépend administrativement de l'arrondissement de Nîmes et du canton d'Uzès.
| Castelnau-Valence |               |                          |
|                   | Saint-Dézéry  | Collorgues               |
| Moussac           | Saint-Chaptes | Garrigues-Sainte-Eulalie |

### Climat
Pour des articles plus généraux, voir Climat de l'Occitanie et Climat du Gard.
En 2010, le climat de la commune est de type climat méditerranéen franc, selon une étude s'appuyant sur une série de données couvrant la période 1971-2000. En 2020, Météo-France publie une typologie des climats de la France métropolitaine dans laquelle la commune est exposée à un climat méditerranéen et est dans la région climatique Provence, Languedoc-Roussillon, caractérisée par une pluviométrie faible en été, un très bon ensoleillement (2 600 h/an), un été chaud (21,5 °C), un air très sec en été, sec en toutes saisons, des vents forts (fréquence de 40 à 50 % de vents > 5 m/s) et peu de brouillards.
Pour la période 1971-2000, la température annuelle moyenne est de 13,7 °C, avec une amplitude thermique annuelle de 17,5 °C. Le cumul annuel moyen de précipitations est de 864 mm, avec 6,7 jours de précipitations en janvier et 3,2 jours en juillet. Pour la période 1991-2020, la température moyenne annuelle observée sur la station météorologique la plus proche, située sur la commune de La Rouvière à 8 km à vol d'oiseau, est de 14,5 °C et le cumul annuel moyen de précipitations est de 914,4 mm,. Pour l'avenir, les paramètres climatiques de la commune estimés pour 2050 selon différents scénarios d’émission de gaz à effet de serre sont consultables sur un site dédié publié par Météo-France en novembre 2022.

### Milieux naturels et biodiversité

#### Espaces protégés
La protection réglementaire est le mode d’intervention le plus fort pour préserver des espaces naturels remarquables et leur biodiversité associée,.
La commune fait partie de la zone de transition des gorges du Gardon, un territoire d'une superficie de 23 800 ha reconnu réserve de biosphère par l'UNESCO en 2015 pour l'importante biodiversité qui la caractérise, mariant garrigues, plaines agricoles et yeuseraies,.

## Urbanisme

### Typologie
Au 1er janvier 2024, Saint-Dézéry est catégorisée commune rurale à habitat dispersé, selon la nouvelle grille communale de densité à sept niveaux définie par l'Insee en 2022.
Elle est située hors unité urbaine. Par ailleurs la commune fait partie de l'aire d'attraction de Nîmes, dont elle est une commune de la couronne,. Cette aire, qui regroupe 92 communes, est catégorisée dans les aires de 200 000 à moins de 700 000 habitants,.

### Occupation des sols
L'occupation des sols de la commune, telle qu'elle ressort de la base de données européenne d’occupation biophysique des sols Corine Land Cover (CLC), est marquée par l'importance des territoires agricoles (87,3 % en 2018), en diminution par rapport à 1990 (92,7 %). La répartition détaillée en 2018 est la suivante : 
cultures permanentes (72,8 %), zones agricoles hétérogènes (14,1 %), forêts (7,3 %), zones urbanisées (5,4 %), terres arables (0,4 %). L'évolution de l’occupation des sols de la commune et de ses infrastructures peut être observée sur les différentes représentations cartographiques du territoire : la carte de Cassini (XVIIIe siècle), la carte d'état-major (1820-1866) et les cartes ou photos aériennes de l'IGN pour la période actuelle (1950 à aujourd'hui).

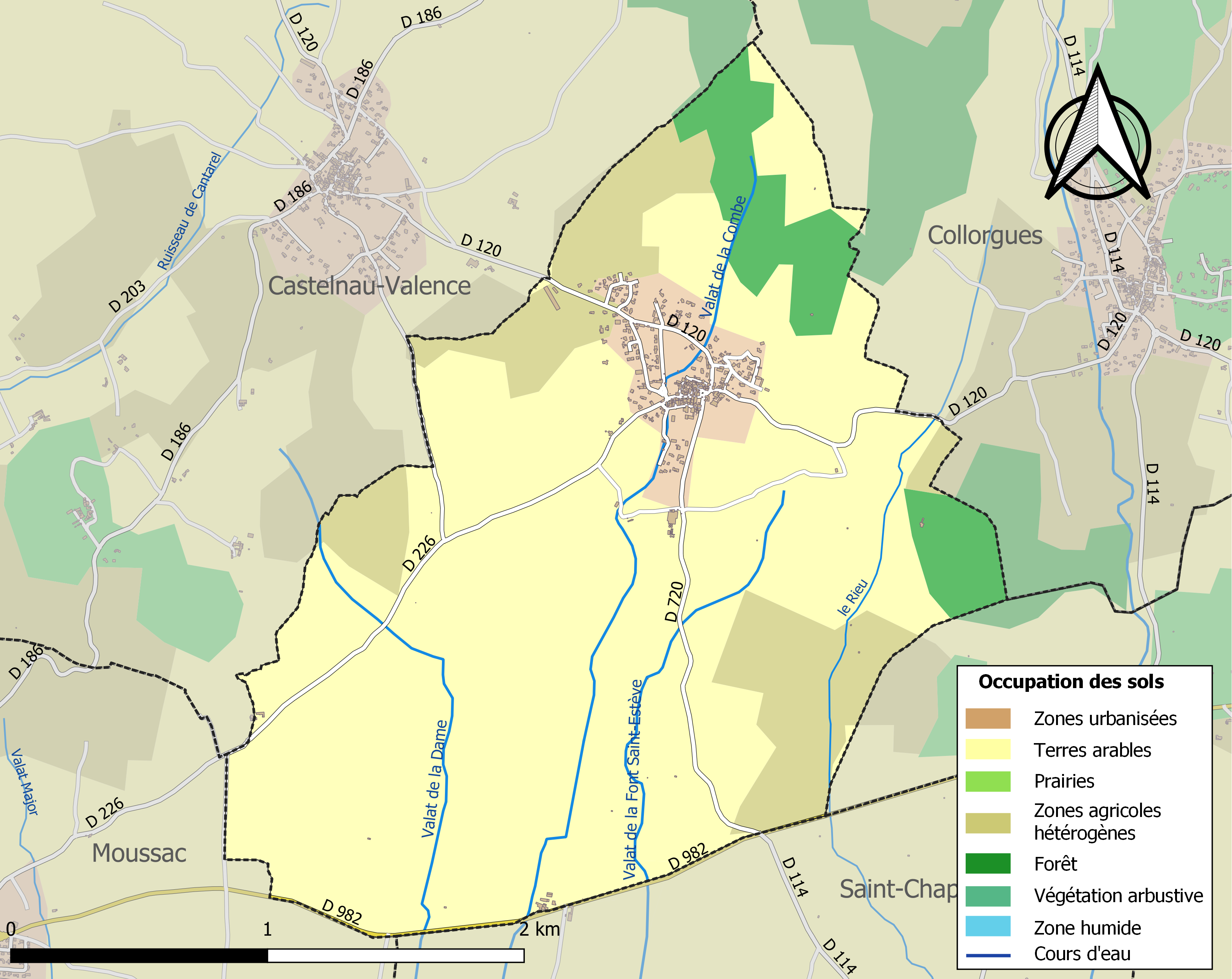
Carte des infrastructures et de l'occupation des sols de la commune en 2018 (CLC).

### Risques majeurs
Le territoire de la commune de Saint-Dézéry est vulnérable à différents aléas naturels : météorologiques (tempête, orage, neige, grand froid, canicule ou sécheresse), inondations, feux de forêts et séisme (sismicité faible). Il est également exposé à un risque technologique,  le transport de matières dangereuses. Un site publié par le BRGM permet d'évaluer simplement et rapidement les risques d'un bien localisé soit par son adresse soit par le numéro de sa parcelle.

#### Risques naturels
Certaines parties du territoire communal sont susceptibles d’être affectées par le risque d’inondation par débordement de cours d'eau et par une crue torrentielle ou à montée rapide de cours d'eau, notamment La commune a été reconnue en état de catastrophe naturelle au titre des dommages causés par les inondations et coulées de boue survenues en 1982, 1993, 1996, 1997, 2002 et 2014,.

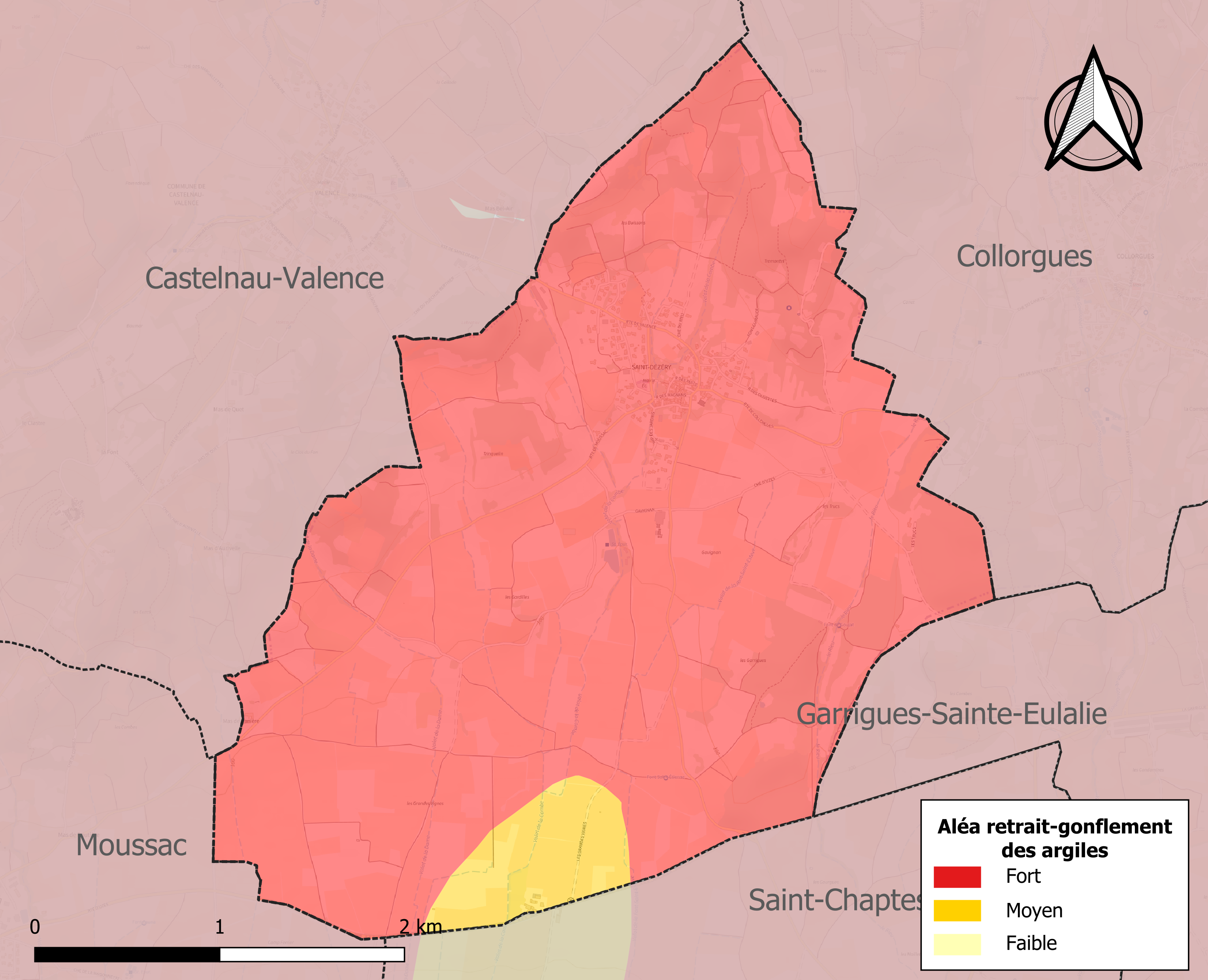
Carte des zones d'aléa retrait-gonflement des sols argileux de Saint-Dézéry.

Le retrait-gonflement des sols argileux est susceptible d'engendrer des dommages importants aux bâtiments en cas d’alternance de périodes de sécheresse et de pluie. La totalité de la commune est en aléa moyen ou fort (67,5 % au niveau départemental et 48,5 % au niveau national). Sur les 191 bâtiments dénombrés sur la commune en 2019, 191 sont en aléa moyen ou fort, soit 100 %, à comparer aux 90 % au niveau départemental et 54 % au niveau national. Une cartographie de l'exposition du territoire national au retrait gonflement des sols argileux est disponible sur le site du BRGM,.
Par ailleurs, afin de mieux appréhender le risque d’affaissement de terrain, l'inventaire national des cavités souterraines permet de localiser celles situées sur la commune.

#### Risques technologiques
Le risque de transport de matières dangereuses sur la commune est lié à sa traversée par des infrastructures routières ou ferroviaires importantes ou la présence d'une canalisation de transport d'hydrocarbures. Un accident se produisant sur de telles infrastructures est en effet susceptible d’avoir des effets graves au bâti ou aux personnes jusqu’à 350 m, selon la nature du matériau transporté. Des dispositions d’urbanisme peuvent être préconisées en conséquence.

## Histoire
Au cours de la Révolution française, la commune porte provisoirement le nom de Font-d'Ezéry.

## Politique et administration
| Période                                  | Période  | Identité           | Étiquette   | Qualité                    |
| ---------------------------------------- | -------- | ------------------ | ----------- | -------------------------- |
| ...                                      | 1989     | Edmond Cleizergues |             |                            |
| mars 2001                                | En cours | Frédéric Platon    | DVG puis PS | Retraité Fonction publique |
| Les données manquantes sont à compléter. |          |                    |             |                            |

## Démographie
L'évolution du nombre d'habitants est connue à travers les recensements de la population effectués dans la commune depuis 1793. Pour les communes de moins de 10 000 habitants, une enquête de recensement portant sur toute la population est réalisée tous les cinq ans, les populations de référence des années intermédiaires étant quant à elles estimées par interpolation ou extrapolation. Pour la commune, le premier recensement exhaustif entrant dans le cadre du nouveau dispositif a été réalisé en 2007.

En 2022, la commune comptait 459 habitants, en évolution de +4,32 % par rapport à 2016 (Gard : +2,97 %, France hors Mayotte : +2,11 %).
| 1793 | 1800 | 1806 | 1821 | 1831 | 1836 | 1841 | 1846 | 1851 |
| ---- | ---- | ---- | ---- | ---- | ---- | ---- | ---- | ---- |
| 240  | 339  | 268  | 278  | 260  | 243  | 233  | 242  | 247  |

| 1856 | 1861 | 1866 | 1872 | 1876 | 1881 | 1886 | 1891 | 1896 |
| ---- | ---- | ---- | ---- | ---- | ---- | ---- | ---- | ---- |
| 242  | 252  | 258  | 250  | 249  | 213  | 220  | 213  | 215  |

| 1901 | 1906 | 1911 | 1921 | 1926 | 1931 | 1936 | 1946 | 1954 |
| ---- | ---- | ---- | ---- | ---- | ---- | ---- | ---- | ---- |
| 219  | 204  | 206  | 189  | 179  | 182  | 172  | 139  | 158  |

| 1962 | 1968 | 1975 | 1982 | 1990 | 1999 | 2006 | 2007 | 2012 |
| ---- | ---- | ---- | ---- | ---- | ---- | ---- | ---- | ---- |
| 151  | 158  | 138  | 146  | 220  | 251  | 316  | 326  | 400  |

| 2017 | 2022 | - | - | - | - | - | - | - |
| ---- | ---- | - | - | - | - | - | - | - |
| 450  | 459  | - | - | - | - | - | - | - |

- Population active : 125 (soit 50,4 %)[Quand ?]
- Chômeurs : 24 (soit 19,2 %)
- Taux d'activité entre 20 et 59 ans : 82 %
- Retraités : 16,1 %
- Jeunes scolarisés : 20,2 %
- Autres personnes sans activité : 13,3 %
- Agriculteurs : 13,8 %
- Artisans, commerçants, chefs d'entreprise : 13,8 %
- Cadres, professions intellectuelles : 13,8 %
- Professions intermédiaires : 17,2 %
- Employés : 13,8 %
- Ouvriers : 27,6 %

Niveau d'études (> 15 ans) : 
- Encore scolarisé : 10 %
- Sans diplôme : 19,5 %
- Niveau CEP : 16,7 %
- Niveau BEPC : 7,1 %
- Niveau CAP ou BEP : 17,6 %
- Niveau Bac ou Brevet Professionnel : 9,5 %
- Niveau Bac+2 : 9 %
- Niveau Supérieur : 10,5 %

Établissements scolaires : 
- Écoles primaires et maternelles : 1
- Établissements adaptés : 1

Revenus moyens par ménage : 15 927 € / an

## Économie

### Revenus
En 2018  (données Insee publiées en septembre 2021), la commune compte 164 ménages fiscaux, regroupant 436 personnes. La médiane du revenu disponible par unité de consommation est de 19 940 € (20 020 € dans le département).

### Emploi
|                | 2008   | 2013  | 2018  |
| -------------- | ------ | ----- | ----- |
| Commune        | 3,9 %  | 7,4 % | 8,9 % |
| Département    | 10,6 % | 12 %  | 12 %  |
| France entière | 8,3 %  | 10 %  | 10 %  |

En 2018, la population âgée de 15 à 64 ans s'élève à 275 personnes, parmi lesquelles on compte 77,8 % d'actifs (68,9 % ayant un emploi et 8,9 % de chômeurs) et 22,2 % d'inactifs,. Depuis 2008, le taux de chômage communal (au sens du recensement) des 15-64 ans est inférieur à celui de la France et du département.
La commune fait partie de la couronne de l'aire d'attraction de Nîmes, du fait qu'au moins 15 % des actifs travaillent dans le pôle,. Elle compte 58 emplois en 2018, contre 55 en 2013 et 59 en 2008. Le nombre d'actifs ayant un emploi résidant dans la commune est de 196, soit un indicateur de concentration d'emploi de 29,5 % et un taux d'activité parmi les 15 ans ou plus de 60,8 %.
Sur ces 196 actifs de 15 ans ou plus ayant un emploi, 44 travaillent dans la commune, soit 22 % des habitants. Pour se rendre au travail, 91,1 % des habitants utilisent un véhicule personnel ou de fonction à quatre roues, 3,1 % les transports en commun, 1,5 % s'y rendent en deux-roues, à vélo ou à pied et 4,2 % n'ont pas besoin de transport (travail au domicile).

### Activités hors agriculture
37 établissements sont implantés  à Saint-Dézéry au 31 décembre 2019. Le tableau ci-dessous en détaille le nombre par secteur d'activité et compare les ratios avec ceux du département,.
| Secteur d'activité                                                                                        | Commune | Commune | Département |
| Secteur d'activité                                                                                        | Nombre  | %       | %           |
| --- | ------- | ------- | ----------- |
| Ensemble                                                                                                  | 37      |         |             |
| Industrie manufacturière, industries extractives et autres                                                | 4       | 10,8 %  | (7,9 %)     |
| Construction                                                                                              | 9       | 24,3 %  | (15,5 %)    |
| Commerce de gros et de détail, transports, hébergement et restauration                                    | 6       | 16,2 %  | (30 %)      |
| Activités financières et d'assurance                                                                      | 3       | 8,1 %   | (3 %)       |
| Activités spécialisées, scientifiques et techniques et activités de services administratifs et de soutien | 6       | 16,2 %  | (14,9 %)    |
| Administration publique, enseignement, santé humaine et action sociale                                    | 3       | 8,1 %   | (13,5 %)    |
| Autres activités de services                                                                              | 6       | 16,2 %  | (8,8 %)     |

Le secteur de la construction est prépondérant sur la commune puisqu'il représente 24,3 % du nombre total d'établissements de la commune (9 sur les 37 entreprises implantées  à Saint-Dézéry), contre 15,5 % au niveau départemental.

### Agriculture
La commune est dans les Garrigues, une petite région agricole occupant le centre du département du Gard. En 2020, l'orientation technico-économique de l'agriculture  sur la commune est la viticulture. 
|               | 1988 | 2000 | 2010 | 2020 |
| ------------- | ---- | ---- | ---- | ---- |
| Exploitations | 16   | 14   | 13   | 11   |
| SAU (ha)      | 447  | 475  | 344  | 338  |

Le nombre d'exploitations agricoles en activité et ayant leur siège dans la commune est passé de 16 lors du recensement agricole de 1988  à 14 en 2000 puis à 13 en 2010 et enfin à 11 en 2020, soit une baisse de 31 % en 32 ans. Le même mouvement est observé à l'échelle du département qui a perdu pendant cette période 61 % de ses exploitations,. La surface agricole utilisée sur la commune a également diminué, passant de 447 ha en 1988 à 338 ha en 2020. Parallèlement la surface agricole utilisée moyenne par exploitation a augmenté, passant de 28 à 31 ha.

## Culture locale et patrimoine

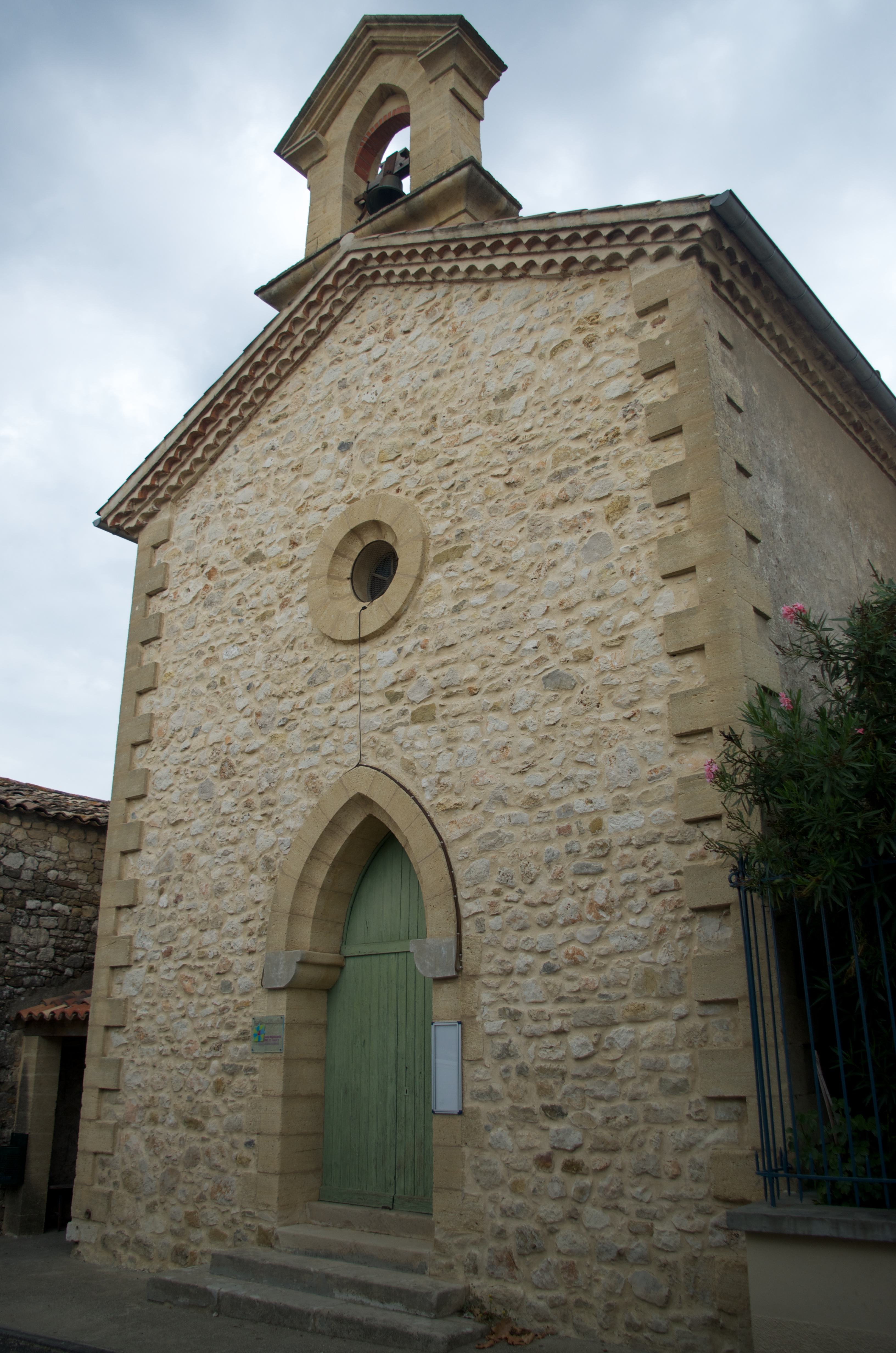
Temple protestant

### Lieux et monuments
- Église catholique saint-Didier.
- Temple protestant.
- Château de Saint Dézéry : XVIe – XVIIe siècles. Le château appartient à la famille de Brueys au XVIe siècle, puis passe, début XVII eme, à la famille d'Hérail, vicomtes de Bresis. Vers 1750, il est acheté par M Deleuze, notaire à Uzès. On reconnait l'enceinte, les cours et les 3 tours dont deux dominent le parc.

### Héraldique
| Blason | Blasonnement : De vair au chef losangé d'or et de sable. |